# Franz Horčička

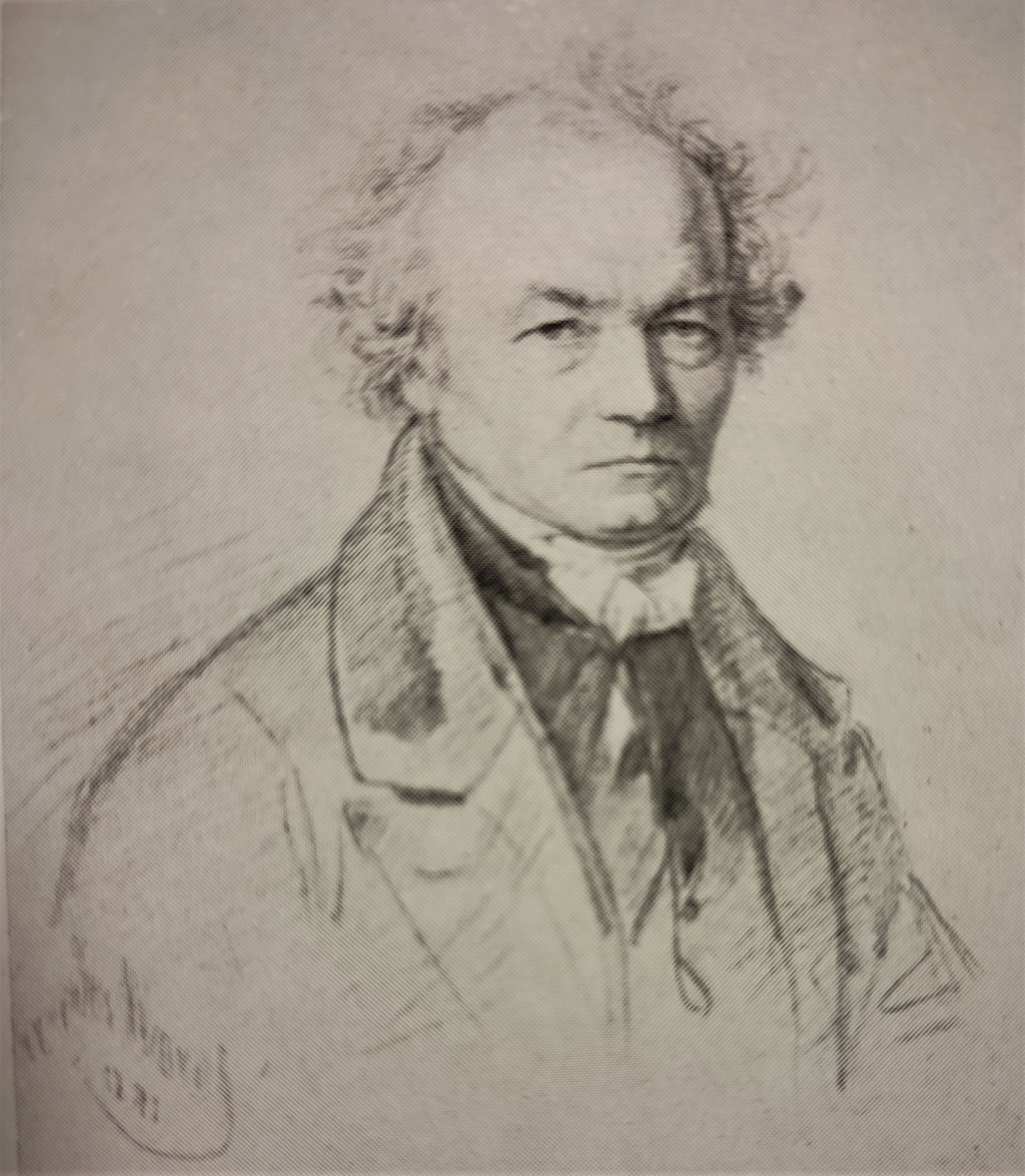
„Porträt“, Bleistiftzeichnung, signiert von Josef Mánes, 22. Juni 1841 (Nationalgalerie Prag)

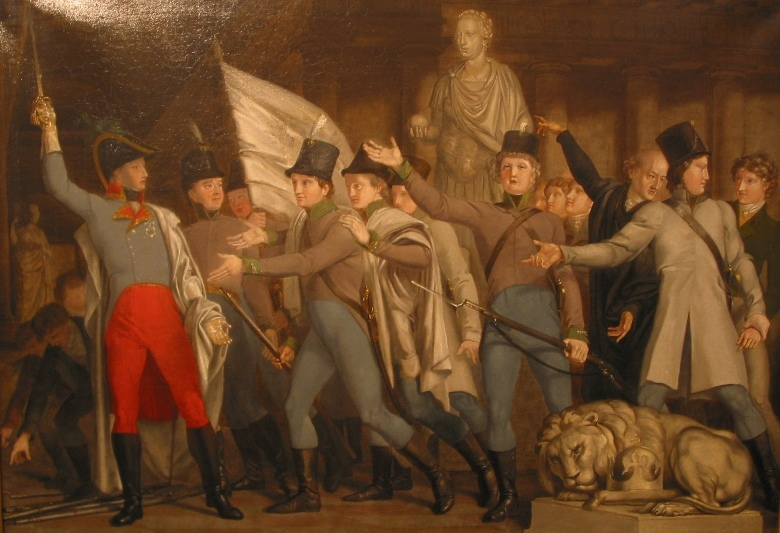
„Zu den Waffen“, 1826 (HGM).

Franz Horčička (auch Frantisek Horczicka, Horcziczka oder Horziczka, * 29. Juni 1776 in Prag; † 5. April 1856 ebenda) war ein böhmischer Porträt- und Historienmaler.

## Leben
Als Sohn eines Kunstgärtners wurde er schon früh im Nachbilden von Blumen und Früchten unterwiesen, wobei seine außergewöhnliche Beobachtungsgabe auffiel. Ab 1786 war Horčička Schüler der k. k. Musterschule für Zeichenkunst in Prag, sein Lehrer dort war Ludwig Kohl (1746–1821). Ab dem Jahr 1800 studierte er an der Prager Kunstakademie, an der er mit zwei Preisen ausgezeichnet wurde. Sein Lehrer dort war Joseph Bergler, der im selben Jahr Direktor der Akademie wurde.
Horčička führte verschiedene maltechnische Experimente aus. Auf diese Weise suchte er die Mittel wieder aufzufinden, durch welche die Alten Meister, und hier vor allem die Niederländer, ihren Farben Bindung verliehen hatten. Im Besonderen beschäftigte er sich mit einem von einem „Maler niederländischer Abkunft“ erworbenen Temperierungsmittel namens Balsam copaive, um die aus seiner Sicht „unverlässliche Ölmalerei“ zu ersetzen. So studierte er mit einem geradezu wissenschaftlichen Eifer die aus dem 14. Jahrhundert stammenden Wandgemälde auf der Burg Karlstein, die damals gerade erneuert wurden. Die Resultate seiner langjährigen maltechnischen Untersuchungen legte er in der Schrift Byzantinische Enkaustik nieder, ohne diese jedoch zu veröffentlichen. Lediglich der Maler Josef Navrátil und der Schriftsteller Julius Maximilian Schottky konnten gelegentlich Nutzen aus diesen Studien ziehen.
Fürst Hieronymus von Colloredo-Mansfeld berief Horčička 1808 als Gemälderestaurator an seine Prager Gemäldesammlung, 1820 rückte er ebendort zum Galeriedirektor und Leiter des Kopiersaales auf. Ab 1811 beschickte der Künstler die von ihm selbst ins Leben gerufenen Kunstausstellungen in Prag, war aber künstlerisch, besonders was die Historienmalerei betraf, nicht besonders produktiv, so dass heute nur wenige Werke von seiner Hand erhalten sind. Diese wiederum befinden sich in mehreren kleineren und größeren Kirchen in und um Prag. Im Wiener Heeresgeschichtlichen Museum ist ein Historienbild erhalten, welches Horčička um 1826 in Erinnerung an die Gründung der Böhmischen Legion freiwilliger Studenten am Prager Clementinum im Jahr 1800 gemalt hatte.
Größere Leistungen vollzog Horčička auf dem Gebiet der Porträtmalerei, so galt er bei seinen Zeitgenossen als „Meister der physiognomischen Charakteristik“ und später erst von Jakob Ginzel übertroffen worden sein soll.
Als Horčička 1856 in Prag starb, fanden sich in seinem Nachlass neben einem Zyklus von Skizzen zur Geschichte Böhmens zwei weitere Manuskripte mit den Titeln Die Generalbasis der Farbensprache und Kunstworte der tschechischen Sprache in der Bildkunst (Malerei, Plastik und Perspective) aus dem Munde des Volkes und aus alten Manuscripten gesammelt. Auch diese Schriften blieben unveröffentlicht.

## Werke (Auszug)
- Zu den Waffen. Erzherzog Karl mit Vertretern des böhmisch-mährischen Studenten-Leibbataillons im Prager Clementinum, Öl auf Leinwand, um 1826, 77 × 109 cm, Heeresgeschichtliches Museum, Wien.